# Antônio Benedito da Silva
Antônio Benedito da Silva (født 23. marts 1965) er en tidligere brasiliansk fodboldspiller.

## Brasiliens fodboldlandshold
| Brasiliens landshold | Brasiliens landshold | Brasiliens landshold |
| År                   | Kmp                  | Mål                  |
| -------------------- | -------------------- | -------------------- |
| 1989                 | 1                    | 0                    |
| Total                | 1                    | 0                    |